# Sauvage (film)
Sauvage è un film del 2018 diretto da Camille Vidal-Naquet.
Fu presentato il 10 maggio 2018 al Festival di Cannes 2018 e selezionato nella sezione della Settimana della critica.
Uscì nelle sale cinematografiche francesi il 20 agosto 2018.

## Trama
Un giovane ragazzo gay vive una situazione di degrado ai margini della società francese, trascurandosi anche fisicamente. Per tentare di guadagnare qualche soldo si prostituisce in strada, frequentando clienti di ogni età. Utilizza i suoi miseri guadagni per acquistare alcool e droghe, senza mai ricercare un riscatto sociale. Durante un servizio per un cliente tetraplegico, si innamora perdutamente di Ahd, che tuttavia non lo corrisponde. A causa dello stile di vita dissennato, è denutrito ed ammalato. I medici tentano senza successo di curarlo e di disintossicarlo. Nelle sue varie avventure sessuali incontra persone che si approfittano di lui e si imbatte in persone violente e sadiche. Uno sugar daddy di mezza età proverà a salvarlo offrendosi di mantenerlo e portarlo con sé in Canada, ma non tutto andrà secondo le aspettative del giovane.

## Riconoscimenti
- Festival di Cannes
  - 2018 – Premio Louis Roederer per la Rivelazione per Félix Maritaud
  - 2018 – Candidatura alla Settimana internazionale della critica a Camille Vidal-Naquet
  - 2018 – Candidatura alla Caméra d'or per Camille Vidal-Naquet
  - 2018 – Candidatura alla Queer Palm per Camille Vidal-Naquet

- Premio César
  - 2019 – Candidatura alla migliore opera prima

## Accoglienza
Fu molto criticato per le molteplici scene di sesso esplicite, almeno due di queste non erano nemmeno simulate; il protagonista Félix Maritaud praticò e ricevette realmente sesso orale. Al Festival di Cannes, alla proiezione del film, alcune persone lasciarono la sala a causa di una particolare scena di sesso giudicata molto forte.